# Dale Crover (album)
Pour les articles homonymes, voir Dale Crover.
Albums de Melvins
King Buzzo
(1992) Joe Preston
(1992)
Dale Crover est un EP du batteur des Melvins, Dale Crover sorti en 1992 chez Boner Records.

## Liste des titres
1. Hex Me (Crover) – 1 min 14 s
2. Dead Wipe (Crover) – 2 min 47 s
3. Respite (Crover) – 4 min 16 s
4. Hurter (Crover) – 4 min 22 s

## Personnel
- Dale Crover - Chant, chœur, guitares, batteries
- Debbi Shane - basses, chœurs
- Greg Freeman - producteur, ingénieur du son
- Harvey Bennett Stafford - art
- Tom Flynn - catering

## Sources
- (en) Cet article est partiellement ou en totalité issu de l’article de Wikipédia en anglais intitulé « Dale Crover (album) » (voir la liste des auteurs).